# Jangnim-dong
Jangnim-dong (koreanska: 장림동) är en stadsdel i staden Busan i den sydöstra delen av Sydkorea, 300 km sydost om huvudstaden Seoul. Den ligger i stadsdistriktet Saha-gu.

## Indelning
Administrativt är Jangnim-dong indelat i:
| Namn    | Namn               | Yta km² | Invånare 31 dec 2018 |
| ------- | ------------------ | ------- | -------------------- |
| 장림1동 | Jangnim 1(il)-dong | 2,53    | 13 501               |
| 장림2동 | Jangnim 2(i)-dong  | 2,30    | 28 568               |